# Parlamentní shromáždění Bosny a Hercegoviny

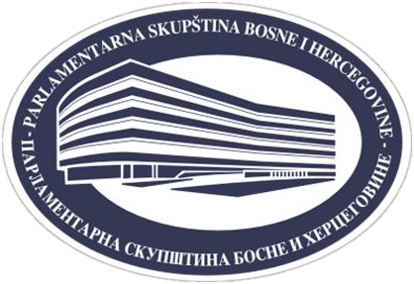
Logo Parlamentárního shromáždění BiH s nápisy v obou písmech – latince a cyrilici a vyobrazenou budovou parlamentu.

Parlamentní shromáždění Bosny a Hercegoviny (bosensky Parlamentarna skupština Bosne i Hercegovine, srbsky Парламентарна скупштина Босне и Херцеговине) je hlavní zákonodárný sbor v Bosně a Hercegovině.

## Struktura
Sestává se ze dvou komor; Dolní komora se nazývá Sněmovna reprezentantů, horní potom Sněmovna národů. Sněmovna reprezentantů se skládá z 42 členů, 28 členů je voleno v rámci Federace Bosny a Hercegoviny, 14 v rámci Republiky srbské. Sněmovna národů se skládá z 15 členů, 5 je Bosňáků, 5 Chorvatů a 5 Srbů. V horní komoře je kvórum pro schválení návrhu stanoveno na nejméně 9 hlasů z patnácti s tím, že těchto devět hlasů musí zastupovat vždy alespoň jednoho zástupce z každého konstitutivního národa Bosny a Hercegoviny. V dolní komoře je kvórum v podobě prosté většiny, tedy návrh je schválen vždy tehdy, hlasuje-li pro něj alespoň 22 poslanců.

## Zákonodárná činnost
Parlamentní shromáždění Bosny a Hercegoviny schvaluje Ústavu Bosny a Hercegoviny a ostatní zákony. Schvaluje rovněž státní rozpočet, účastní se na zahraniční politice, dohlíží na práci Rady ministrů (vlády) a orgánů státní správy. Vybírá osoby pro pracovní skupiny a plní další úkoly, které mu přísluší podle Ústavy BiH.
Zákony, které Parlamentní shromáždění schvaluje, jsou především takové, které jsou nezbytné pro provádění rozhodnutí kolektivního předsednictva a směrem k ústavě. Mimo to také schvaluje rozpočet. Pokud není rozpočet schválen, země hospodaří podle kopie rozpočtu z loňského roku, který plní roli provizoria. Bez souhlasu Parlamentního shromáždění navíc nemůže Předsednictvo BiH uzavírat mezinárodní smlouvy. Pokud ztratí Rada ministrů v Parlamentárním shromáždění důvěru, je povinna rezignovat.

## Svolávání skupštiny
Podle zákona je nezbytné svolat jednání každé z komor parlamentu nejpozději 30 dní od voleb.

## Historie
Současný poměrně komplikovaný systém je výsledkem jednání v závěru války v Bosně a Hercegovině. Předtím měla Bosna a Hercegovina jako republika v rámci Jugoslávie jednokomorový parlament (Národní skupština Bosny a Hercegoviny, bosensky Narodna skupština Bosne i Hercegovine), v němž ale většinu měl Svaz komunistů Jugoslávie a to až do prvních svobodných voleb. Srbské poslanecké kluby v předvečer války z parlamentu odešly a vytvořili vlastní orgán – Národní skupština Republiky srbské, který je jednokomorový.